# Empis distincta
Empis distincta är en tvåvingeart som beskrevs av Collin 1933. Empis distincta ingår i släktet Empis och familjen dansflugor. Inga underarter finns listade i Catalogue of Life.